# Operazione Panzerfaust
L'operazione Panzerfaust è stata un'operazione militare intrapresa nell'ottobre 1944 dalla Wehrmacht tedesca per garantirsi la fedeltà del Regno d'Ungheria durante la seconda guerra mondiale. Quando Adolf Hitler ricevette la notizia che il reggente ungherese, l'ammiraglio Miklós Horthy, stava negoziando segretamente la resa del suo Paese all'avanzata dell'Armata Rossa, inviò il comandante Otto Skorzeny delle Waffen-SS e l'ex comandante delle forze speciali Adrian von Fölkersam in Ungheria. Hitler temeva che la resa dell'Ungheria avrebbe esposto il suo fianco meridionale, dove il Regno di Romania si era appena unito ai sovietici e aveva tagliato fuori un milione di truppe tedesche che stavano ancora combattendo l'avanzata sovietica nella penisola balcanica. L'operazione fu preceduta dall'operazione Margarethe nel marzo 1944, per cui le forze tedesche occuparono l'Ungheria, con cui Hitler aveva sperato di assicurarsi la permanenza dell'Ungheria nelle potenze dell'Asse.

## Contesto storico
Avendo anticipato la mossa di Horthy, Skorzeny era stato incaricato di rimuovere Horthy dal potere. Il figlio di Horthy, Miklós Horthy Jr., stava incontrando i rappresentanti sovietici. Miklós Jr. era stato informato dal servizio di sicurezza tedesco tramite intermediari che gli inviati del maresciallo Tito di Jugoslavia volevano a loro volta incontrarlo. Il primo incontro non andò a buon fine mentre il secondo incontro è stato fissato per l'inizio del 15 ottobre negli uffici di Felix Bornemisza, direttore dei porti ungheresi del Danubio. Sperava che i rappresentanti jugoslavi potessero avere notizie importanti, ma entrando nell'edificio, Skorzeny e le sue truppe lo attaccarono e lo picchiarono fino alla sottomissione. Hanno poi rapito Miklós sotto la minaccia delle armi, l'hanno legato con un tappeto, lo hanno portato immediatamente all'aeroporto e quindi portato a Vienna. Da lì, fu trasportato nel campo di concentramento di Mauthausen.

## Dichiarazione di armistizio di Horthy
Lavorando attraverso il suo fidato generale Béla Miklós, che era in contatto con le forze sovietiche nell'est dell'Ungheria, Horthy tentò di negoziare la fine della guerra, cercando di arrendersi ai sovietici preservando l'autonomia del governo. Sebbene Horthy fosse un anticomunista intrattabile, i suoi rapporti con i nazisti lo portarono a concludere che i sovietici erano il male minore. I sovietici promisero volentieri che l'Ungheria sarebbe rimasta autonoma e sovrana.
Horthy governava dal castello di Buda nel centro di Budapest, un'antica fortezza ben custodita. Incolpò il governo tedesco di aver forzato l'Ungheria ad entrare in guerra, e durante una riunione del Consiglio della Corona dichiarò che:
Alle 14:00 del 15 ottobre 1944, Horthy annunciò in una trasmissione radiofonica nazionale che l'Ungheria aveva firmato un armistizio con i sovietici. Tuttavia, i tedeschi vennero a conoscenza delle manovre dietro le quinte di Horthy e avevano già messo in atto i piani per sostituire il suo governo con forze fedeli alla causa tedesca, occupando efficacemente l'Ungheria. Con l'aiuto dei nazisti, il Partito delle Croci Frecciate si impadronì della stazione radio poco dopo che Horthy ebbe firmato. Un membro del partito scrisse un contro-proclama sfruttando il nome del capo di stato maggiore dell'esercito ungherese, il generale Vörös. L'ufficiale comandante e il suo assistente delle due unità dell'esercito ungherese rimaste a Budapest furono arrestati, ed i loro soldati si allinearono al partito delle Croci Frecciate.
Skorzeny guidò poi sfacciatamente un convoglio di truppe tedesche e quattro carri armati Tiger II alle porte di Budapest. Horthy riconobbe di non avere i mezzi per combattere l'armata tedesca ed ordinò che "non si dovesse opporre resistenza". Un'unità non ricevette questi ordini e combatté i tedeschi per circa 30 minuti.

## Cattura di Horthy
Horthy venne preso in custodia da Edmund Veesenmayer il 15 ottobre. Trattenuto per la notte negli uffici delle Waffen-SS, tornò al palazzo per raccogliere i suoi effetti personali. Lì si trovò di fronte alla richiesta di firmare una dichiarazione dattiloscritta consegnatagli dal premier Géza Lakatos. La dichiarazione annunciava che Horthy rinunciava all'armistizio e abdicava in favore del leader delle Croci Frecciate Ferenc Szálasi. Sorpreso che il suo fedele amico lo incoraggiasse a firmare il documento, Lakatos disse a Horthy che era in gioco la vita di suo figlio. Quando Horthy chiese a Veesenmayer se questa affermazione fosse vera, Veesenmayer confermò la minaccia. Il reggente capì che questo era uno sforzo per un colpo di stato delle Croci Frecciate sponsorizzato dai nazisti, ma firmò comunque.
Horthy in seguito ha spiegato la sua capitolazione: "Non mi sono dimesso né ho nominato premier Szálasi, ho semplicemente scambiato la mia firma con la vita di mio figlio. Una firma strappata a un uomo puntato da una mitragliatrice può avere poca legalità".
Nonostante la solenne promessa di Veesenmayer di ottenere la liberazione del figlio di Horthy dal campo di concentramento tedesco, Miklós Jr. rimase prigioniero fino alla fine della guerra, l'8 maggio 1945. Horthy stesso fu trasportato allo Schloss Hirschberg vicino a Weilheim, in Germania, e sorvegliato da 100 uomini delle Waffen-SS. Il 1º maggio 1945, il generale Alexander Patch, comandante della 7ª armata degli Stati Uniti, visitò Horthy nella sua prigione al castello. Poiché l'Ungheria aveva combattuto fino alla fine difendendo la Germania, Horthy era considerato un prigioniero di guerra. Sette mesi dopo, il 17 dicembre 1945, fu rilasciato dal penitenziario di Norimberga e si ricongiunse con la sua famiglia in una casa privata a Weilheim.
Padre e figlio andarono in esilio in Portogallo, dove Miklós Horthy Jr. visse quasi cinquant'anni prima di morire a Estoril, vicino a Lisbona, nel 1993.